# Fritz Räcke
Fritz Räcke (* 1882 in Magdeburg; † 1952 in Hürth) war der erste hauptamtliche Bürgermeister nach dem Zweiten Weltkrieg in Hürth.

## Leben
Nachdem Räcke 1917 zunächst zum Polizeikommissar der Bürgermeistereien Hürth und Efferen berufen worden war, wurde er drei Jahre später als Nachfolger des zum Bürgermeister gewählten Werner Disse hauptamtlicher Erster Beigeordneter der Gemeinde Hürth. Beide wurden im März 1933 von den dann herrschenden Nationalsozialisten verhaftet und entlassen. 1945 wurde er von den Besatzungsmächten zum ersten hauptamtlichen Bürgermeister ernannt und wechselte nach Einführung der Doppelspitze  bis zum 31. August 1946 auf die Position des ersten Gemeindedirektors der Nachkriegszeit.

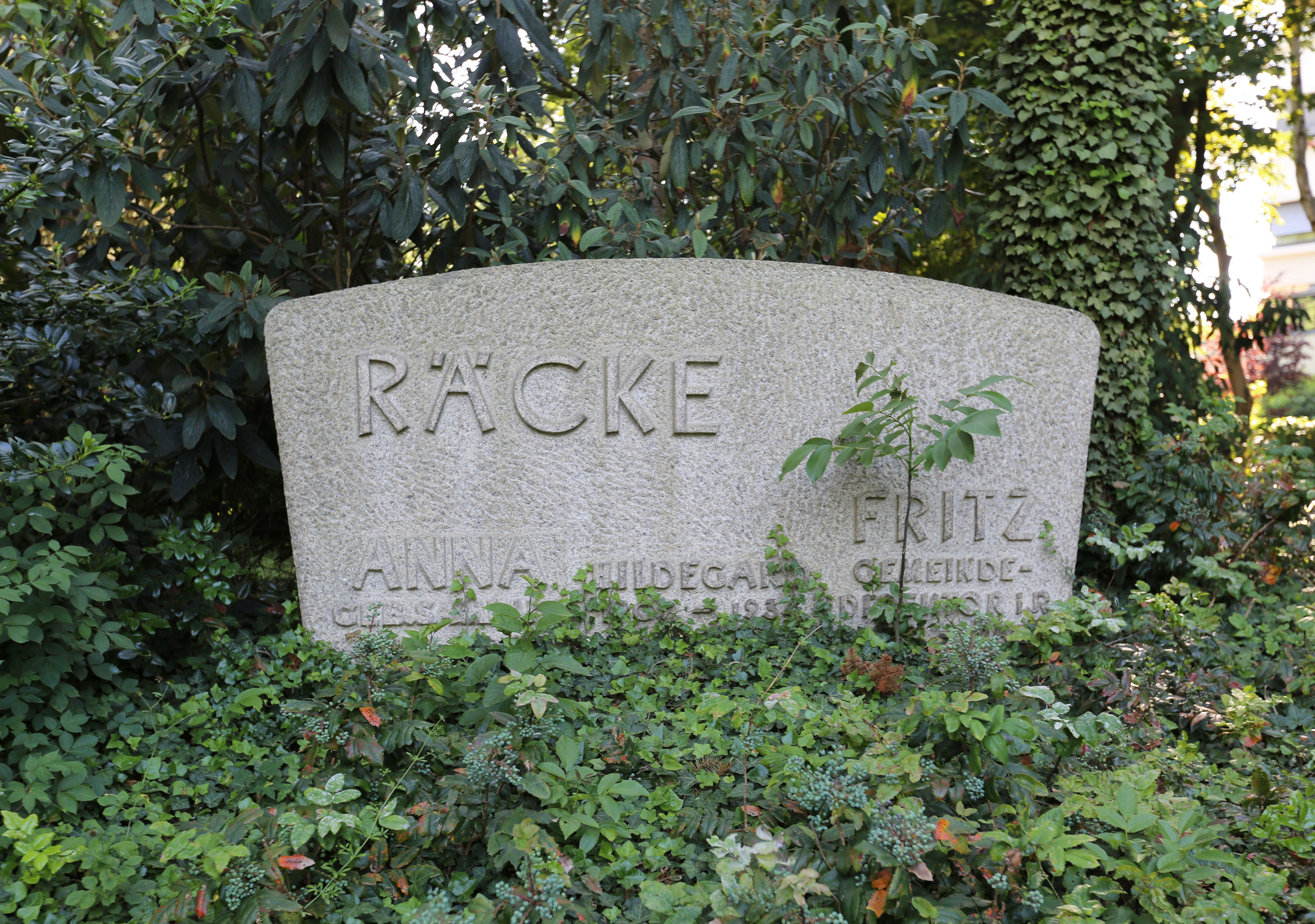
Grab Friedhof Bonnstraße

Seine Nachfolge trat für kurze Zeit (bis zur eigenen Pensionierung am 26. Januar 1947) der langjährige Bauamtsleiter Albert Lüttgenau an.  Fritz Räcke starb im Jahr 1952. Das Familiengrab auf dem alten Friedhof in Hermülheim wurde in die Liste der Denkmäler aufgenommen. Sein Sohn Otto Räcke war ebenfalls in Hürth ab 1953 bis 1973 Gemeindedirektor.

## Ehrungen und Auszeichnungen
Am 22. Mai 1978 beschloss der Rat der Stadt Hürth, eine Straße nach ihm zu benennen.